# Чау Сен Коксал Чхум
Чау Сен Коксал Чхум (кхмер. ចៅ សែនកុសល; 9 вересня 1905 — 22 січня 2009) — камбоджійський політик, виконував обов'язки голови уряду країни від серпня до жовтня 1962 року.

## Життєпис
Навчався у Сайгоні, здобувши ступінь бакалавра з французької мови й філософії. Після випуску вступив на службу до французької колоніальної адміністрації в Пномпені.
У 1928—1938 роках був заступником управляючого районів, а потім провінцій Такео і Кампот. Від 1938 до 1940 року займав пост губернатора провінції Свайрієнг, а від 1940 до 1944 — провінції Кампонгчнанг.
За часів Другої світової війни відмовився співпрацювати з японською окупаційною владою та приєднався до опору, пішовши у джунглі.
Восени 1945 року від французької колоніальної влади отримав пост мера столиці — міста Пномпень. У 1946—1948 роках був губернатором провінції Кампонгтям, а від 1948 до 1951 року — провінції Кандаль.
1951 року став першим камбоджійським послом у зарубіжній країні, отримавши пост голови дипломатичної місії в Таїланді. Однак уже 1952 року повернувся на батьківщину, де долучився до партизанської боротьби проти французьких військ.
1955 року був обраний до лав Національних зборів і впродовж понад 10 років (від 1955 до 1968) обіймав посаду їх голови пост, усіляко сприяючи зміцненню авторитарної влади короля Сіанука.
У серпні-жовтні 1962 року (в період зміни депутатського корпусу) виконував обов'язки прем'єр-міністра Камбоджі.
1969 року у 64-річному віці вирішив піти з політики.
Після захоплення Пномпеня червоними кхмерами Чхум був заарештований як агент ЦРУ і впродовж 17 місяців перебував в ув'язненні, після чого ще два роки — під домашнім арештом. Під тиском Франції йому з дружиною дозволили емігрувати в Париж.
1991 року після підписання Паризьких мирних угод, король Нородом Сіанук призначив Чау Сен Коксал Чхума головою Верховної національної ради Камбоджі. 1992 року він став Верховним таємним радником короля. У 1998—2007 роках обіймав посаду голови Конституційної ради Камбоджі.
2007 року 102-річний Чхум вийшов у відставку. Помер у Пномпені 22 січня 2009 року.